# Катла (язык)
Катла (Akalak, Kalak, Katla) — кордофанский язык, на котором говорят народы гулуд и катла в штате Кордофан, на холмах Катла в 56 км к юго-западу от города Диллинг. Диалект катла распространён в городах Бомбори, Карока, Катейк, Кидду, Киркпонг и Колдронг, а диалект джулуд - в городах Кабог, Кабош, Камбай, Кари, Каркандё, Каркарья, Кимнданг, Китаннго, Колби, Кото-Корк, Октианг, Румбер, Сабба, Северный Кабог и Толот.